# Локомотиви БДЖ 1920-1922
Локомотивите 1921 и 1922 са закупени на старо от БДЖ през 1905 г. След приключване строителните работи по някои нови железопътни линии предприемачите предлагат на БДЖ закупуването на доставения и използван от тях подвижен състав. Самото закупуване се случва изключително рядко, но тъй като тези локомотиви са с близки конструкции и технически данни с използваните вече локомотиви № № 1918 и 1919 това става възможно.
Локомотивите са внесени в България от предприемачите братя Симеонови и са триосни тендерни. Произведени са в периода 1870–73 за австроунгарската железница „Staatseisenbahn-Gesellschaft – Wien“ (StEG) и са с експлоатационни номера 601 и 605. След 1891 г. и отделянето на StEG изцяло в MAV (унгарските железници) са номерирани 6601 и 6605. В България са с тези номера до 1908 г. Тогава са им дадени № № 1920 – 1922, с които номера остават до бракуването си.
През целия си експлоатационен живот локомотивите работят по строителството на нови жп линии и пристанища, както и при ремонта на съществуващите. Локомотиви № № 1920 и 1921 са бракувани през 1931 г., а локомотив № 1922 – през 1935 г.